# Weiterverarbeitung (Produktion)
Um Weiterverarbeitung handelt es sich in der Volkswirtschaftslehre und Betriebswirtschaftslehre, wenn Unternehmen von anderen Unternehmen Halbfabrikate, Vorleistungsgüter oder Zwischenprodukte erwerben und diese durch eigene Produktion zu Endprodukten verarbeiten.

## Verarbeitung
Unter Verarbeitung versteht man im Zivilrecht die Herstellung durch Umbildung eines oder mehrerer Stoffe zu einer neuen beweglichen Sache (§ 950 Abs. 1 BGB). Maßgeblich ist, dass Halbfabrikate (und eventuell weitere Rohstoffe) durch einen Produktionsprozess in ihrem Wesen verändert werden und hieraus ein neues Produkt entsteht, dessen Marktpreis höher ist als der Wert der verarbeiteten Stoffe. Diese Wertschöpfung ist auch in § 950 Abs. 1 BGB vorgesehen. Weiterverarbeitung in diesem Sinne ist mithin die Herstellung bereits verarbeiteter, aber noch nicht marktreifer Produkte. Diese Weiterverarbeitung kann auch im Rahmen einer Lohnveredelung geschehen.

## Produktionsstufen
Die Fertigungstiefe ist in Unternehmen weltweit nicht immer so umfassend, dass in einem Unternehmen sämtliche Fertigungsstufen bis zum Endprodukt vorhanden sind. Durch die Arbeitsteilung sind dann mindestens zwei Unternehmen beteiligt, so dass es auch mindestens zwei Produktionsstufen gibt. Hierunter versteht man Produktionsabschnitte, die zur Erhöhung des Fertigstellungsgrades von Produkten beitragen. Unter Fertigstellungsgrad ist der Verarbeitungszustand eines Produktes zu einem bestimmten Betrachtungszeitpunkt zu verstehen. Die Halbfabrikate stammen aus der „Vorstufe“ einer aus mindestens zwei Produktionsstufen bestehenden Wertschöpfungskette. Weiterverarbeitung liegt so lange vor, bis ein Produkt alle Produktionsstufen durchlaufen hat und in der „Endstufe“ angelangt ist.
Die Weiterverarbeitung übernimmt also zumindest teilweise Produkte, die – aus Sicht des weiterverarbeitenden Unternehmens – noch nicht den Fertigstellungsgrad aufweisen, der für die Marktreife des Endprodukts ausreicht. Typische Güter, die zur Weiterverarbeitung dienen, sind Vorleistungsgüter wie Grundstoffe.  

## Volkswirtschaftslehre
In der Volkswirtschaftslehre ist für die Berechnung des Bruttoinlandsprodukts (BIP) und Bruttosozialprodukts (BSP) von Bedeutung, dass lediglich eine Aggregation der Endprodukte erfolgt und dabei die Zwischenprodukte eliminiert werden, um Doppelerfassungen zu vermeiden. Bruttoinlands- und Bruttosozialprodukt sind mithin volkswirtschaftliche Kennzahlen, die sich auf die zu Marktpreisen bewerteten Endprodukte beziehen. Beispielsweise soll mit dem Gesamtpreis eines Autos nicht noch zusätzlich der Wert der Reifen, die an den Automobilhersteller verkauft wurden, in das BIP/BSP eingehen. Doppelzählungen werden dadurch vermieden, dass nur die auf jeder Produktionsstufe entstandene Wertschöpfung zum BIP/BSP gerechnet wird.
Ein typischer Wirtschaftszweig der Weiterverarbeitung ist das Verarbeitende Gewerbe.